# Новоукраинка (Пятихатский район)
Новоукра́инка (укр. Новоукраїнка) — село,
Лозоватский сельский совет,
Пятихатский район,
Днепропетровская область,
Украина.
Код КОАТУУ — 1224583005. Население по переписи 2001 года составляло 45 человек.

## Географическое положение
Село Новоукраинка находится на расстоянии в 0,5 км от села Мотроновка.
К селу примыкает лесной массив (дуб).